# Mạc Kính Vũ
Mạc Kính Vũ (chữ Hán: 莫敬宇) là vua nhà Mạc thứ 10 và là vua Mạc thời hậu kỳ, khi đã rút lên Cao Bằng. Nguyên quán Mạc Kính Vũ là người xã Cao Đôi, huyện Bình Hà (nay là thôn Long Động, xã Nam Tân, huyện Nam Sách, tỉnh Hải Dương).

## Trường kỳ chống Trịnh
Mạc Kính Vũ là con Mạc Kính Khoan, lên ngôi năm 1638. Khi trước Kính Khoan đã tạm quy hàng nhà Lê, nhưng khi Kính Vũ lên thay cha bèn xưng hiệu Thuận Đức, lại chống Lê Trịnh.
Tháng 3 năm 1638, chúa Trịnh là Trịnh Tráng đích thân đem quân đi đánh Kính Vũ, ngay trận đầu ra quân, tướng Trịnh là Hạ Quận công bị bắt và Lâm Quận công bỏ chạy bị giết. Trịnh Tráng nổi giận đốc quân vây bốn mặt Cao Bằng định tiêu diệt Mạc Kính Vũ nhưng không sao thắng nổi đành lui quân về kinh thành.
Mùa đông năm ấy (11/1638) Trịnh Tráng lại sai Trịnh Kiều đem quân đi đánh Kính Vũ xong cũng không thành, đến tháng 1 năm Kỷ mão (1639) Trịnh Kiều lại phải rút quân về.
Tháng 6 năm 1639, Trịnh Tráng lại tự đốc xuất binh mã đi đánh Kính Vũ, trước khi xuất quân Tráng gửi thư cho Quý Đạo, một tướng của nhà Minh đóng ở Quảng Tây xin được giúp sức cùng đánh Kính Vũ nhưng kết cục cũng không thắng, Trịnh Tráng lại phải lui binh, nhưng ngay mùa đông năm ấy (12/1639) Tráng lại ra quân, lại vẫn không xong đành lui quân.
Sau đó một năm chúa Trịnh lại tiếp tục cầu cứu nhà Minh, xin nhà Minh phong vương cho Lê Thần Tông và sai viên Bồi thị Quân Mưu lên chầu trực ở cửa quan đợi mệnh và chờ đón nghênh tiếp sứ thần nhà Minh. Đồng thời chúa Trịnh còn biên thư cho các doanh tướng nhà Minh đóng quân ở các tỉnh Quảng Tây, Quảng Đông và Vân Nam cầu xin phối hợp cùng quan quân nhà Lê phá Mạc Kính Vũ.
Ngày 10 tháng 10 năm 1642 chúa Trịnh lại đích thân đốc xuất đại binh đi đánh Kính Vũ đến tháng 12 mới rút quân về mà không mang lại thắng lợi gì. Tuy Trịnh Tráng ra sức cầu cạnh nhà Minh, song nhà Minh vẫn hờ hững, tuy có phúc thư song lại sai hẹn nên Trịnh Tráng không thắng nổi Kính Vũ.
Năm Dương Hòa thứ 9 đời Lê Thần Tông, tháng 3 năm 1643, Thụy Quận công Nguyễn Phúc Lan ở Thuận Quảng chống lại triều Lê, Trịnh Tráng phải đem quân vào đánh dẹp. Trịnh Tráng vừa đưa quân vào phía nam đánh Nguyễn Phúc Lan, Mạc Kính Vũ liền xuất quân chiếm cứ lại các vùng Cao Bằng rồi chia quân làm ba đường tiến đánh Bắc Cạn, Thái Nguyên.

## Thay đổi theo biến cố phương Bắc

### Hết Minh nhờ Thanh
Năm 1644, ở Trung Quốc, quân khởi nghĩa Lý Tự Thành đánh vào tới kinh đô Bắc Kinh. Vua Tư Tông nhà Minh tự sát. Trấn thủ xứ Liêu Đông là Ngô Tam Quế mời quân Mãn Thanh vào Trung Quốc dẹp loạn Lý Tự Thành, nhân cơ hội quân Mãn Thanh kéo vào rồi chiếm luôn Trung Quốc và đóng đô ở Yên Kinh lập nên nhà Thanh. Đó là năm Thuận Trị thứ nhất nhà Thanh, đời vua Thanh Thế Tổ. Cũng năm ấy Trịnh Tráng sai các con là Trịnh Tạc thống lĩnh binh quyền cùng các tướng Dương Trí Trạch làm Đốc thị, Phạm Công Trứ làm Tán lý đi đánh Mạc Kính Vũ, giết được một tỳ tướng của Kính Vũ và bắt được một số thuộc hạ của nhà Mạc rồi rút về Kinh đô.
Nhà Minh mất, các hoàng thân nhà Minh tiếp tục dựng chính quyền Nam Minh để chống Mãn Thanh tới năm 1662. Nhà Mạc dựa vào uy thế của các vua Nam Minh nên tiếp tục trấn giữ Cao Bằng.
Vốn trước đây trong thời nhà Minh còn cai trị Bắc Kinh, các chúa Trịnh đã nhiều lần đứng tên vua Lê để dâng biểu xin nhà Minh công nhận gia phong, nhưng theo Đại Việt thông sử, nhà Minh chỉ ban sắc thư tưởng lệ mà không gia phong. Ý định của nhà Minh muốn chia cắt làm yếu Đại Việt nên vẫn ủng hộ nhà Mạc.
Tới thời Nam Minh, Mạc Kính Vũ vẫn được nhà Nam Minh ủng hộ nên vẫn duy trì được sự cát cứ ở Cao Bằng. Quân Lê Trịnh cũng không thể điều hết lực lượng đang dồn vào chiến tranh với họ Nguyễn trong nam để đánh lên phía bắc.
Năm 1662, nhà Nam Minh mất. Mạc Kính Vũ lại thần phục nhà Thanh nên tiếp tục duy trì trấn giữ Cao Bằng.

### Theo Ngô dứt nghiệp
Chúa Trịnh ba lần mang quân lên đánh Cao Bằng năm 1662, 1666 và 1667 nhưng đều không thắng. Đặc biệt năm 1666, Mạc Kính Vũ bắt giết được tướng Lê Trịnh là Lê Sĩ Trí. Năm 1667, khi quân Trịnh kéo đến, Kính Vũ lại bỏ chạy sang đất nhà Thanh. Khi quân Trịnh rút đi, ông lại trở về căn cứ.
Tại phương bắc, Ngô Tam Quế trước phản nhà Minh theo nhà Thanh, lại giúp nhà Thanh dẹp vua cuối cùng nhà Minh là Quế Vương Chu Do Lang. Nhờ công đó, Tam Quế được phong trấn giữ Vân Nam. Nhưng Tam Quế sau đó muốn làm vua, nên năm 1673 bèn phản nhà Thanh ở Vân Nam. Chiến tranh giữa Ngô Tam Quế và nhà Thanh nổ ra. Cả hai bên cùng sai sứ sang yêu cầu vua Lê trợ lực. Chúa Trịnh khước từ không theo Ngô Tam Quế, còn Mạc Kính Vũ ngả theo Tam Quế.
Nhà Thanh thấy Mạc Kính Vũ ngả theo Ngô Tam Quế nên không hậu thuẫn nữa. Trong khi đó, chúa Trịnh cũng đã đình chiến với chúa Nguyễn trong Nam vào năm 1672 nên tập trung lực lượng củng cố miền bắc. Chúa Trịnh đưa thư cho tướng nhà Thanh là Lại Tháp Lị, kể rõ tội trạng Kính Vũ; rồi sai Đinh Văn Tả, Nguyễn Hữu Đăng đem quân đi đánh.
Tháng 8 năm 1677, Đinh Văn Tả mang quân đi đánh Kính Vũ một lần nữa ở Cao Bằng. Mạc Kính Vũ bị thua trận, lui về cố thủ ở thành Phục Hòa trong 8 năm, đến năm 1685 bị quân Lê vây đánh phải chạy sang Long Châu (Trung Quốc).
Sau đó, sử không chép rõ kết cục của Mạc Kính Vũ. Theo Khâm định Việt sử Thông giám cương mục, năm 1683, khi nhà Thanh trao trả tù binh nhà Mạc cho nhà Lê, chỉ thấy nhắc đến "bọn Kính Liêu". Không rõ Mạc Kính Vũ chết già hay bị giết ở Trung Quốc.
Mạc Kính Vũ trấn giữ Cao Bằng tất cả 40 năm, lâu nhất trong các vua họ Mạc thời hậu kỳ.
Tính tới năm 1677, họ Mạc mất hẳn. Chiến tranh Lê-Mạc chấm dứt hoàn toàn. Nhà Lê Trung hưng khôi phục toàn bộ đất đai phía bắc.

## Quy Hóa tướng quân
Theo ghi chép trong Thanh thực lục và Thanh sử cảo thì năm 1661, nhận thấy nhà Nam Minh đã sắp cáo chung, người đứng đầu chính quyền họ Mạc ở Cao Bằng là Mạc Kính Diệu sai sứ sang nhà Thanh cầu phong. Thanh đế Khang Hy phong cho Mạc Kính Diệu chức Quy Hóa tướng quân, cuối năm đó lại phong cho con của Kính Diệu là Mạc Nguyên Thanh (tức Mạc Kính Hẻ) làm An Nam Đô thống sứ. Các nhà nghiên cứu lịch sử qua đối chiếu các thư tịch của Việt Nam và Trung Quốc đã thống nhất quan điểm Mạc Kính Vũ chính là Mạc Kính Diệu, vì Mạc Kính Khoan đã mất từ năm 1638 cho nên không thể là Mạc Kính Diệu. Lịch sử Việt Nam cũng không hiếm những quốc vương An Nam dùng 2 tên khác nhau ở trong nước và bang giao với nước khác. Sử sách Việt Nam ghi nhận Mạc Kính Vũ cầm quyền đến năm 1677 mới bị đánh bật khỏi Cao Bằng chạy sang Long Châu - Trung Quốc mà không đề cập tới Mạc Nguyên Thanh, trong khi đó sử Trung Quốc lại chép từ năm 1661 Mạc Nguyên Thanh đã chấp chính ở Cao Bằng cho đến năm 1681 với niên hiệu Vĩnh Xương. Do đó có nhiều khả năng về đối nội danh nghĩa vẫn là Mạc Kính Vũ làm vua, còn đối ngoại đều do Mạc Nguyên Thanh chủ trì. Các tài liệu Việt Nam đều cho rằng Mạc Kính Vũ không có miếu hiệu và thụy hiệu, nhưng nhà sử học Trung Quốc Ngưu Quân Khải trong cuốn sách Việt Nam Mạc thị gia tộc dữ Trung Quốc quan hệ nghiên cứu đã chỉ rõ miếu hiệu của ông là Minh Tông, còn thụy hiệu là Trang Thiên Huệ Địa Cảnh Văn Di Vũ Khai Hoàng đế.
Qua tài liệu Trung Quốc, Chu Xuân Giao phát hiện ra việc đột ngột biến mất của vua Mạc Kính Diệu vào năm 1661, như sau: "Mạc Kính Diệu cùng con là Mạc Nguyên Thanh, vào tháng 5 năm 1661, trên đường đến kinh đô nhà Thanh, đã ghé thăm Quảng Châu, gặp gỡ Thượng Khả Hỉ. Từ cuối năm 1661, liên quan đến nhà Mạc ở Cao Bằng, chỉ còn thấy sử liệu nhà Thanh nhắc đến hành trạng của Mạc Nguyên Thanh mà thôi". Có thể đặt hai giả thiết về việc này, hai giả thiết đó của tác giả là: 
1. Vua Mạc đã mất tại Trung Quốc năm 1661, vì sử nhà Thanh ghi rằng chức An Nam Đô thống sứ lẽ ra phong cho Mạc Kính Diệu, nhưng Diệu đã mất nên mới phong cho con là Mạc Nguyên Thanh. Nguyên văn: 越南先稱安南。順治初，安南都統使莫敬耀來歸，未及授爵而卒，尋授其子莫元清爲安南都統使。[2]
2. Vua Mạc đã bí mật về Việt Nam giữ vai trò như là Thái thượng hoàng, vì theo sử Việt Nam thì Mạc Kính Vũ tại vị đến năm 1677 mới bị đánh bại rồi trốn chạy sang Trung Quốc.[3]

Theo Khâm định việt sử thông giám cương mục chính biên quyển 33 thì Mạc Kính Vũ chính là Mạc Nguyên Thanh và là con của Mạc Kính Diệu. Nguyên văn: "Trước đây, Mạc Kính Diệu sang đầu hàng nhà Thanh,,chưa kịp nhận tước phong, Diệu đã mất, con Diệu là Kính Vũ nối nghiệp cha, tiếm xưng niên hiệu Thuận Đức, đặt tên giả cho Nguyên Thanh. Nhà Thanh trao cho chức An Nam đố thống sứ, theo như hiệu cũ mà nhà Thanh đã phong cho Đăng Dung khi trước"
Lời cẩn án: "Nay xét: Năm trước quan quân đánh Mạc Kính Vũ ở Cao Bằng, Kính Vũ tức Nguyên Thanh"
Quyển 31 lại chép rằng: "Tháng 3, mùa xuân. Mạc Kính Khoan ở Cao Bằng mất, con là Kính Hoàng làm phản, Trịnh Tráng thống lãnh binh sĩ đi đánh. Trước kia, Kính Khoan đầu hàng xin làm phiên trấn giúp sức triều đình, nhà vua y cho; đến nay Kính Khoan mất, con là Kính Hoàn (có bản chép là Kinh Vũ) không dâng lễ cống nạp theo như chức phận, lại dấy quân làm phản, tiếm xưng niên hiệu là Thuận Đức".